# Адрієна Лекуврер
Адрієна Лекуврер (фр. Adrienne Lecouvreur; 5 квітня 1692, Еперне — 20 березня 1730, Париж) — французька трагедійна актриса.
Є припущення, що естампний портрет Адрієни Лекуврер служив оригіналом для портрету роботи Тараса Шевченка «Погруддя жінки» (1830).

## Театр і екранізація
Історія Адрієни Лекуврер втілилася в однойменній театральній п'єсі Ежена Скріба (1849), опері Франческо Чілеа («Адріана Лекуврер», прем'єра 1902 року з Енріко Карузо, запис 1954 року з Марією Каллас) і в оперетті «Адрієна» 1926 року Вальтера Вільгема Ґетце, а також у фільмах «Адрієна Лекуврер» (1913, 1938 та 1955). У фільмі 1913 року головну роль виконала Сара Бернар. Джузеппе Верді також роздумував написати музичний твір про актрису. 